# Birra Pedavena
La Pedavena è una birra italiana prodotta dall'omonimo birrificio, con sede a Pedavena, in provincia di Belluno.
Fondata nel 1897 dai fratelli Luciani, nel 1974 diviene proprietà della azienda Heineken, la quale però, nel settembre 2004, decide la chiusura dello stabilimento di Pedavena. In seguito a questa decisione i lavoratori della fabbrica si sono mobilitati affinché si evitasse la chiusura dello stabilimento, coinvolgendo anche i maggiori sindacati, il sindaco di Pedavena, politici e personaggi del mondo dello spettacolo. In seguito alla presentazione di circa 44.000 firme (cartacee e digitali) e all'interessamento addirittura del Parlamento europeo, i lavoratori insieme a tutti i cittadini di Pedavena ottennero, il 10 gennaio 2006, la riapertura dello stabilimento, grazie alla vendita da parte di Heineken della proprietà della fabbrica alla italiana Birra Castello di Udine.

## Storia

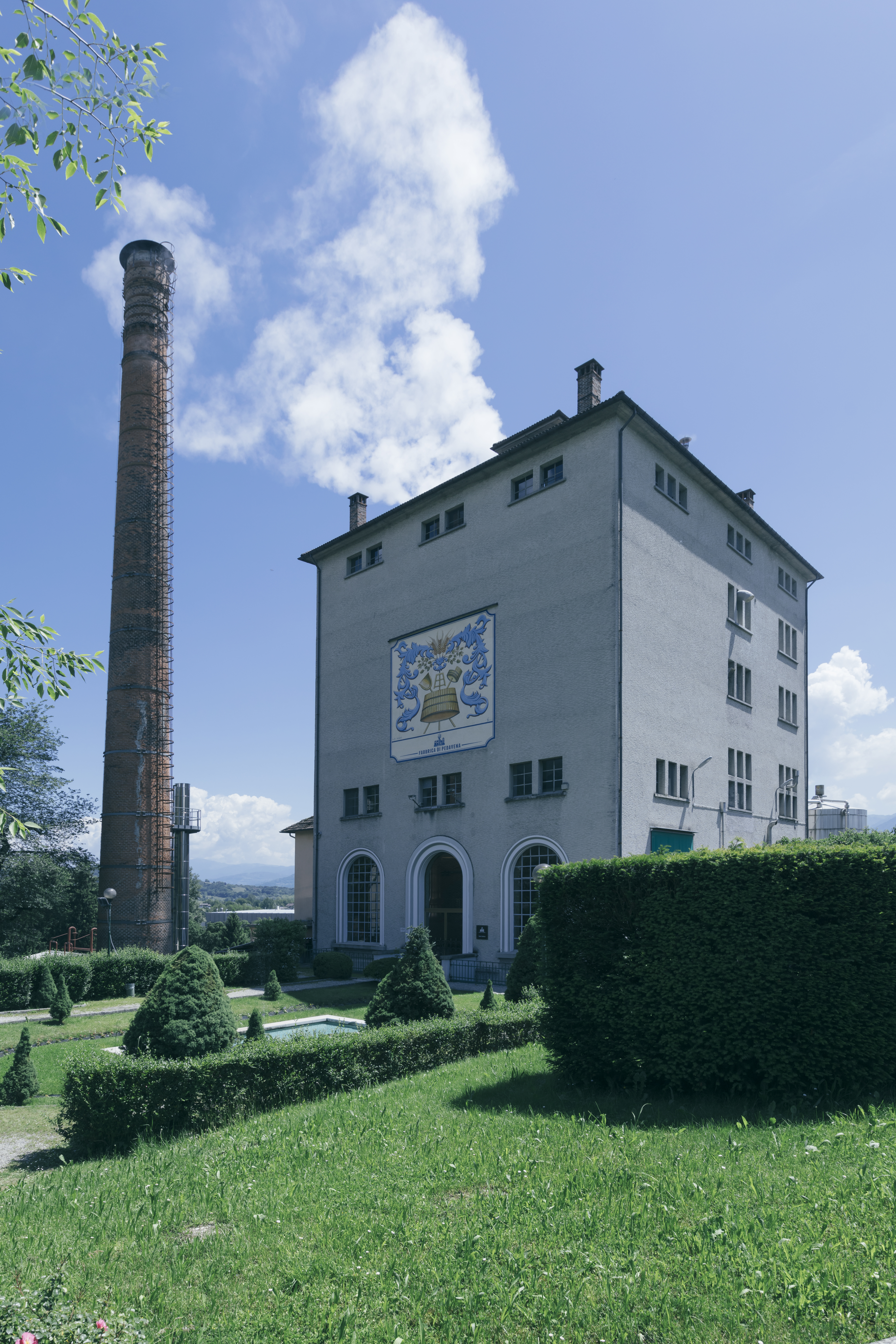
Sala della Cottura

Nel 1888 i fratelli Luigi, Sante e Giovanni Luciani, originari di Forno di Canale (oggi Canale d'Agordo), un piccolo paese in provincia di Belluno, rilevano dai fratelli Miana l'antica fabbrica di birra del paese (edificata nel 1830 in epoca della dominazione Asburgica dal dott. Giovanni Battista Zannini) ed arrivano a produrre meno di 500 ettolitri annui. Alcuni anni dopo si trasferiscono a Pedavena e l'8 marzo 1896 iniziano la costruzione del nuovo birrificio. Il trasferimento ha agevolato gli spostamenti e pure la distribuzione del prodotto in quanto la valle del Biois e l'Agordino avevano ancora strade difficilmente percorribili. 
. Lo stabilimento viene poi  inaugurato, dando l'inizio alla produzione il 27 marzo 1897. La produzione aumenta gradualmente nel corso degli anni successivi fino ad arrivare a 10.000 ettolitri all'anno dopo circa un decennio.
Nel 1917, dopo la battaglia di Caporetto lo stabilimento viene a trovarsi in territorio austro-ungarico e vede gran parte delle sue strutture requisite a scopo militare. Con la fine delle ostilità, i fratelli Luciani riprendono possesso del birrificio iniziando la sua ricostruzione: l'impianto viene dotato di una malteria con un sistema pneumatico per la movimentazione del malto.
Nel 1920 la produzione raggiunge i 90.000 ettolitri l'anno, collocandosi al secondo posto in Italia per quantità prodotte. Nel 1925 la famiglia Luciani fonda anche la Bovis, azienda del settore alimentare dedita alla produzione di un condimento, estratto a partire dal lievito di birra, ricco di proprietà nutritive e vitaminiche. Nel 1927 viene inaugurata la nuova sala di cottura costruita con lega di rame e decorata da mosaici.
Nel 1928 i fratelli Luciani acquisiscono la Dreher di Trieste, l'anno successivo viene acquistata la Birra Venezia, la cui produzione viene immediatamente cessata con l'acquisizione, nonché una decina di altri marchi birrai italiani. Negli anni successivi si alternarono periodi difficili ad anni di ripresa frenati, però, dallo scoppio del secondo conflitto mondiale.
Terminata la guerra, la Pedavena riprende la sua politica di acquisizioni rilevando stabilimenti a Torino, Genova e Macomer che verranno, però, poi, chiusi negli anni immediatamente successivi. Nel 1953 la Pedavena apre, presso l'Istituto professionale Carlo Rizzarda di Feltre un corso professionale per la formazione di Birrai Maltatori, unico in Italia e che resterà attivo fino all'anno scolastico 1977-78. Nel 1965 viene aperto un nuovo stabilimento a Massafra, in provincia di Taranto che diventerà, in seguito al raddoppio della capacità produttiva avvenuto nel 1980 lo stabilimento principale del gruppo. A partire dalla fine degli anni sessanta l'azienda decide di adottare il marchio Dreher come unico marchio del gruppo in tutto il territorio italiano.
Tra la fine degli anni Sessanta ed il 1974 emergono alcune difficoltà: problemi gestionali e agitazioni sociali generano un drastico ridimensionamento dell'azienda, fino a sfociare nella crisi di inizio anni Settanta che provoca la vendita da parte della famiglia Luciani alle multinazionali Heineken e Withbread, con quest'ultima che uscirà dalla compagine bellunese nel 1976.
La strategia del gruppo Heineken  è finalizzata all'adozione di un nuovo standard, votato ad un mercato internazionale e globale con una politica di riorganizzazione produttiva, ottimizzazione delle risorse e tagli gestionali, ma allo stesso tempo espansione. A ciò si affiancano una modernizzazione nella gestione contabile, un miglioramento della rete distributiva ed un ammodernamento delle strutture produttive. Lo stabilimento di Pedavena ottiene, sotto la gestione dell'Heineken, diversi premi e riconoscimenti per la qualità del prodotto, raggiungendo interessanti risultati organizzativi.
Il 22 settembre del 2004 Heineken Italia annuncia alle organizzazioni sindacali e alle amministrazioni locali l'intenzione di chiudere lo stabilimento di Pedavena. La notizia provoca subito una grande mobilitazione dei dipendenti, della popolazione (locale e non) e dei massimi vertici politici, dando vita a numerose iniziative. Dalle 17.000 firme dei cittadini locali si arrivò alla diffusione della vicenda anche sfruttando le nuove tecnologie: grazie ad un efficace sito internet realizzato dai dipendenti, furono raccolte ben 27.202 sottoscrizioni a sfavore della vendita della fabbrica.
Alla fine del 2004 un accordo tra le organizzazioni sindacali e Heineken Italia posticipa la chiusura dello stabilimento al settembre del 2005: la multinazionale si dichiara inoltre disponibile ad una vendita non pregiudiziale della fabbrica e del locale Birreria Pedavena.
All'inizio del 2005 nasce il Comitato Birreria Pedavena, con il fine di sostenere la causa della birreria e composto da rappresentanti dell'amministrazione locale, delle rsu, delle parrocchie locali e dell'associazionismo e mondo del volontariato.
Nel settembre 2005 un pool di imprenditori veneti e friulani tra cui anche i produttori della Birra Castello dichiarano il loro interesse riguardo all'acquisto del birrificio di Pedavena. Il 30 settembre dello stesso anno la sirena della Birreria di Pedavena, che per più di un secolo aveva scandito il tempo del suo paese, suona per l'ultima volta, ad un'ora insolita: le quattro del pomeriggio.
Il 10 gennaio 2006, dopo una trattativa durata diversi mesi, con vari incontri al Ministero e la mobilitazione dei lavoratori e della comunità locale, viene ufficializzata la cessione da parte dell'Heineken alla Birra Castello che subentra alla multinazionale olandese nell'aprile del 2006.
Dopo il cambio di gestione nello stabilimento di Pedavena riprende la produzione della birra a marchio Pedavena, oltre ad essa vengono prodotte in loco le birre bionde a marchio birra Castello e la birra Dolomiti, nonché alcune birre poi etichettate con i marchi di alcuni catene della grande distribuzione organizzata come la Coop.

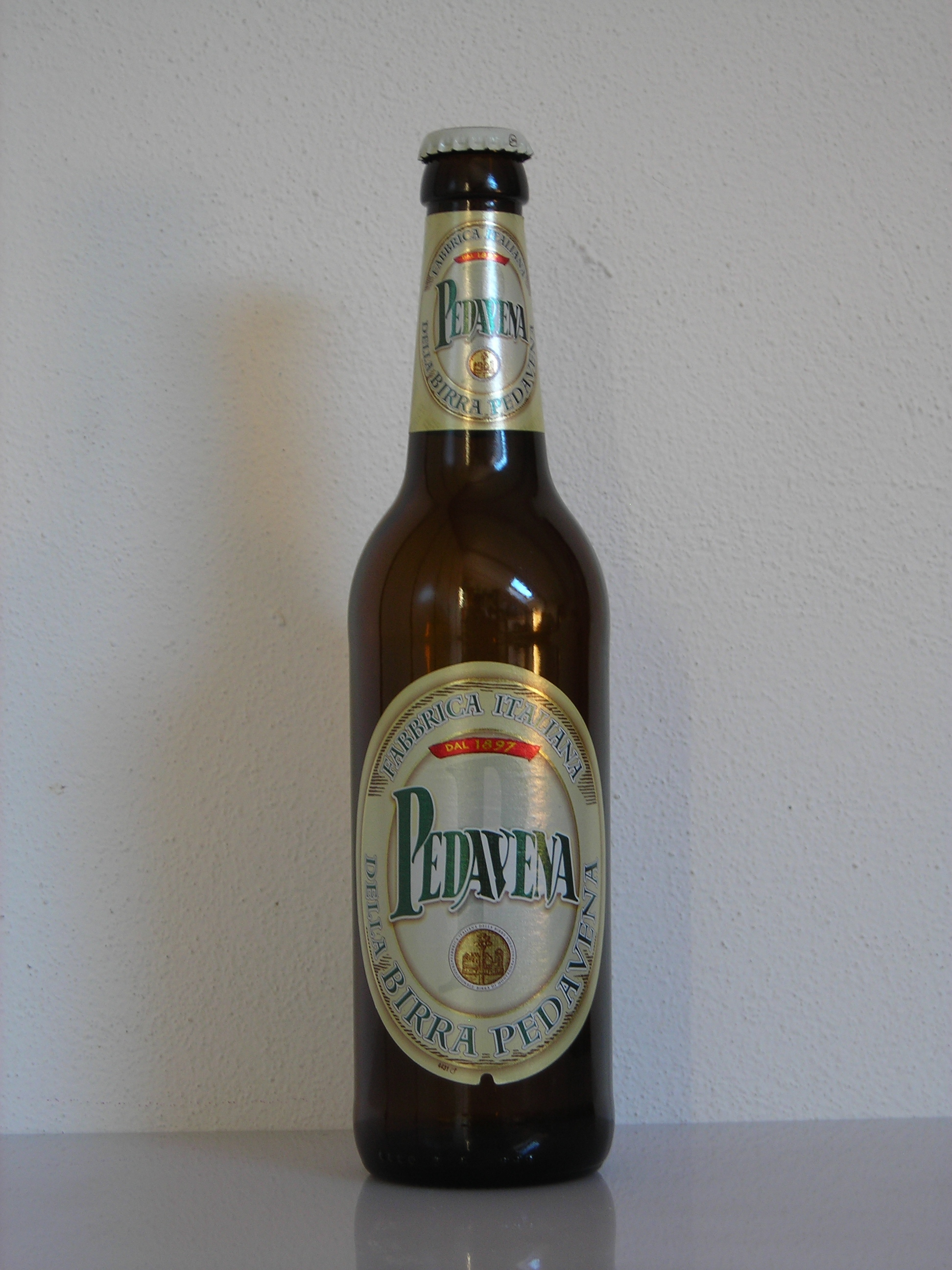
Bottiglia di Pedavena.

La produzione, sotto la proprietà della Birra Castello, è aumentata dai 320.000 ettolitri annui del 2009 fino ai 406.000 ettolitri annui del 2015.

## Caratteristiche
La birra Pedavena è una birra bionda a bassa fermentazione con gradazione alcolica del 5% vol. È caratterizzata da un gusto equilibrato e armonioso con una tenue nota di luppolo, una schiuma persistente e un colore dorato.
Viene prodotta esclusivamente con l'acqua oligominerale dei Monti Porcilla e Oliveto situati ai piedi delle Dolomiti bellunesi.

## Varianti
- Pedavena, birra bionda a bassa fermentazione con grado alcolico 5 % vol. Disponibile nei formati da 33 e 66 cl[16].
- Pedavena Speciale, birra bionda a bassa fermentazione con grado alcolico 5,9 % vol. caratterizzata da lunghi tempi di fermentazione e maturazione che fanno risaltare la componente aromatica del luppolo. Disponibile nei formati in vetro da 50 e 75 cl[17].
- Centenario, birra bionda a bassa fermentazione non filtrata e non pastorizzata con grado alcolico 5,8 % vol. Creata in occasione del centenario dell'azienda, a causa delle sue caratteristiche intrinseche come la mancata pastorizzazione, è disponibile solo presso la birreria di Pedavena adiacente alla fabbrica[18].
- Anniversario, birra bionda a bassa fermentazione non filtrata con grado alcolico 5,2 % vol. Prodotta tramite una doppia fermentazione che le conferisce note fruttate e floreali, è stata creata per celebrare i 120 anni dalla fondazione del birrificio[19].